# D-димер
D-димер — це білковий фрагмент, що утворюється при розчиненні згустка крові, який виникає при згортанні крові. D-димер утворюється в результаті розпаду волокон фібрину. На відміну від кінцевих продуктів розпаду фібриногену, що представлені у вигляді окремих фрагментів D та E, при розщепленні зшитих фактором XIIIa волокон фібрину утворюються більші фрагменти — D-димери, тримери D- Е- D, оскільки плазмін не спроможний розщепити ковалентний зв'язок між D-димерами. Концентрація D-димеру в крові визначається у хворих із підозрою на тромбоз глибоких вен, тромбоемболію легеневої артерії та підозрі на розвиток ДВЗ-синдрому. Вперше D-димер був описаний в 70-х роках минулого століття, а застосування в практику впроваджено у 90-х роках минулого століття. Середнє нормальне значення становить менше 250 нг/мл, але залежить критично від методу.

## Принципи тесту

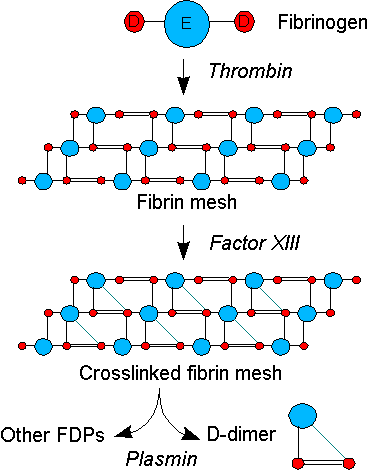
Принципи тесту на D-димери

При пошкодженні судини або тканин в організмі запускається процес згортання крові, що призводить до утворення тромбів. До складу тромбів входить білок фібрин, який скріплює компоненти тромбу між собою та утримує його в місці утворення. Тромби можуть утворюватися не тільки у місці пошкодження тканин або судин, але і всередині судин, коли для цього існують сприятливі фактори — пошкодення інтіми судин різноманітними ендогенними та екзогенними факторами або антитілами, порушення локальної гемодинаміки (застій крові, наявність турбулентних потоків). Фібрин утворюється з фібриногену, який вільно циркулює в крові, під дією ферменту тромбіну. Під дією тромбіну також активується фактор XIIIa згортання крові, що зшиває між собою волокна фібрину. Під впливом утворення фібрину активується фібринолітична система у вигляді основного ферменту фібринолізу — плазміну, що призводить до активації лізису фібрину та розчинних фібрин-мономерних комплексів. При надмірній активності фібринолізу ймовірний також лізис фібриногену. На відміну від кінцевих продуктів розщеплення фібриногену, які представлені у вигляді окремих фрагментів D і E, продукти розщеплення фібрину представляють собою значно більші фрагменти молекули і включають у себе по два фрагменти D та один фрагмент Е (які ще називають доменами), тому що плазмін не може розщепити ковалентний зв'язок між D-доменами.
D-димери в нормі відсутні в плазмі крові, та переважно з'являються в крові при активації системи згортання крові. Визначення D-димерів у крові проводиться за допомогою сироваток із моноклональними антитілами до D-димерів.

## Фактори, при яких підвищується D-димер
D-димер може підвищуватися у наступних випадках: Непатологічні стани:
- Куріння.
- Похилий вік.
- Післяопераційні стани.
- Інвазивні маніпуляції (у тому числі постановка периферичного внутрішньовенного катетера).

Патологічні стани:
- Травматичні пошкодження.
- Прееклампсія.
- Злоякісні пухлини.
- Інфекційні процеси.
- Синдром дисемінованого внутрішньосудинного згортання крові.
- Артеріальні та венозні тромбоемболії.
- Фібриляція передсердь.
- Коронарний синдром.
- Шлунково-кишкові кровотечі.[7][8]

Окрім цього, кількість D-димерів може бути підвищена при вагітності, навіть при її нормальному перебігу, та частіше збільшується у ІІІ триместрі. Вважалось, що підвищення рівня D-димерів може бути маркером загрози розвитку тромбозу при вагітності, але останні дослідження не підтверджують такі припущення. Серед інших захворювань, що призводять до підвищення рівня D-димерів у крові, слід відмітити серопозитивний ревматоїдний артрит.

## Показання до визначення
Аналіз крові на D-димери показаний при підозрі на тромбоз глибоких вен, при підозрі на тромбоемболію легеневої артерії, для діагностики ДВЗ-синдрому та для додаткової оцінки вираженості тромбоутворення і моніторингу проведення антикоагулянтної терапії при ТЕЛА та інсульті.
У нормі кількість D-димерів у крові складає 0—0,55 мкг FEU /мл. Різке збільшення концентрації D-димерів може свідчити про велику кількість тромбів у судинному руслі, що частіше може вказувати на венозну тромбоемболію або ДВЗ-синдром. При цьому результат обстеження не може вказувати на локалізацію тромбозу. Нормальний рівень D-димеру вказує на відсутність тромбозу у пацієнта. При ТЕЛА визначення D-димерів характеризується високою чутливістю (96-99 %), проте низькою специфічністю (не більше 50 %). Цей метод дослідження має високу негативну діагностичну цінність при тромбоемболії, тобто дозволяє виключити у пацієнта ТЕЛА при нормальному вмісті D-димерів. Визначення D-димерів показано хворим із низьким або середнім ризиком ТЕЛА як «сортувальний» метод обстеження, що дозволяє виключити діагноз ТЕЛА у таких пацієнтів.
Високий рівень D-димеру у кардіологічних хворих може також служити маркером високого ризику тромбоемболічних ускладнень (у пацієнтів без ознак тромбозу), як передвісника тромбоемболічних ускладнень при фібриляції передсердь, як передвісника появи кардіогенного шоку і аритмій у хворих інфарктом міокарду та маркером декомпенсації при серцевій недостатності. Діагностична цінність обстеження на D-димер знижується після початку антикоагулянтної терапії (як прямими, так і непрямими антикоагулянтами); при епізоді тромбозу, що відбувся більше 14 днів тому; при малих розмірах тромбу; при тривалому зберіганні зразків плазми (більше 6 діб) та при зниженні фібринолітичної активності за рахунок або дефіциту тканинного активатора плазміногену (tPA) або високого рівня інгібітора активатора плазміногену (PAI-I).